# توماس تساندر
توماس تساندر (بالألمانية: Thomas Zander)‏ هو مصارع هاوي ألماني، ولد في 25 أغسطس 1967 في آلن في ألمانيا.

## وصلات خارجية
- توماس تساندر على موقع قاعدة بيانات المصارعة الدولية (الإنجليزية)
- توماس تساندر على موقع اللجنة الأولمبية الدولية (الإنجليزية)
- توماس تساندر على موقع أوليمبيديا (الإنجليزية)